# Município de Oliver (condado de Adams, Ohio)
O município de Oliver (em inglês: Oliver Township) é um município localizado no condado de Adams no estado estadounidense de Ohio. No ano de 2010 tinha uma população de 1.319 habitantes e uma densidade populacional de 17,56 pessoas por km².

## Geografia
O município de Oliver encontra-se localizado nas coordenadas 38° 53′ 45″ N, 83° 29′ 54″ O. Segundo a Departamento do Censo dos Estados Unidos, o município tem uma superfície total de 75.11 km², da qual 75,01 km² correspondem a terra firme e (0,13 %) 0,1 km² é água.

## Demografia
Segundo o censo de 2010, tinha 1.319 habitantes residindo no município de Oliver. A densidade populacional era de 17,56 hab./km². Dos 1.319 habitantes, o município de Oliver estava composto pelo 98,94 % brancos, o 0,08 % eram afroamericanos, o 0,08 % eram asiáticos, o 0,08 % eram de outras raças e o 0,83 % eram de uma mistura de raças. Do total da população o 0,53 % eram hispanos ou latinos de qualquer raça.